# Oophaga
Genre
Oophaga est un genre d'amphibiens de la famille des Dendrobatidae.

## Répartition  et habitat
Les neuf espèces de ce genre se rencontrent du Nicaragua à l'Équateur.
Elle vivent toutes dans la forêt tropicale humide. L'altitude varie en fonction des espèces.

## Liste des espèces
Selon Amphibian Species of the World (11 juin 2017), AmphibiaWeb (11 juin 2017) et ITIS (11 juin 2017) :
- Oophaga arborea (Myers, Daly & Martínez, 1984)
- Oophaga anchicayensis (Posso-Terranova & Andrés, 2018)
- Oophaga granulifera (Taylor, 1958)
- Oophaga histrionica (Berthold, 1845)
- Oophaga lehmanni (Myers & Daly, 1976)
- Oophaga occultator (Myers & Daly, 1976)
- Oophaga pumilio (Schmidt, 1857)
- Oophaga solanensis (Posso-Terranova & Andrés, 2018)[6]
- Oophaga speciosa (Schmidt, 1857)
- Oophaga sylvatica (Funkhouser, 1956)
- Oophaga vicentei (Jungfer, Weygoldt & Juraske, 1996)

## Publication originale
- Bauer, 1994 : New names in the family Dendrobatidae (Anura, Amphibia). RIPA Fall, vol. 1994, p. 1–6.